# گایلینگن
گایلینگن (به آلمانی: Gailingen am Hochrhein) یک منطقهٔ مسکونی در آلمان است که در Konstanz واقع شده‌است. گایلینگن ۳٬۰۷۰ نفر جمعیت دارد.

## خواهرخوانده
شهر Liebschützberg خواهرخواندهٔ گایلینگن هست.